# Джанкой (станция)
Джанко́й — (укр. Джанкой, крымскотат. Canköy, Джанкой) — узловая железнодорожная станция Крымской железной дороги, расположенная в городе Джанкое, в Крыму.

## История
Станция открыта в 1874 году в составе участка Мелитополь — Симферополь Лозово-Севастопольской железной дороги, по другим данным в 1894 году.
В 1892 году, после строительства линии на Владиславовку, станция стала узловой. Станция дважды подвергалась разрушениям: во время Гражданской и Великой Отечественной войн.

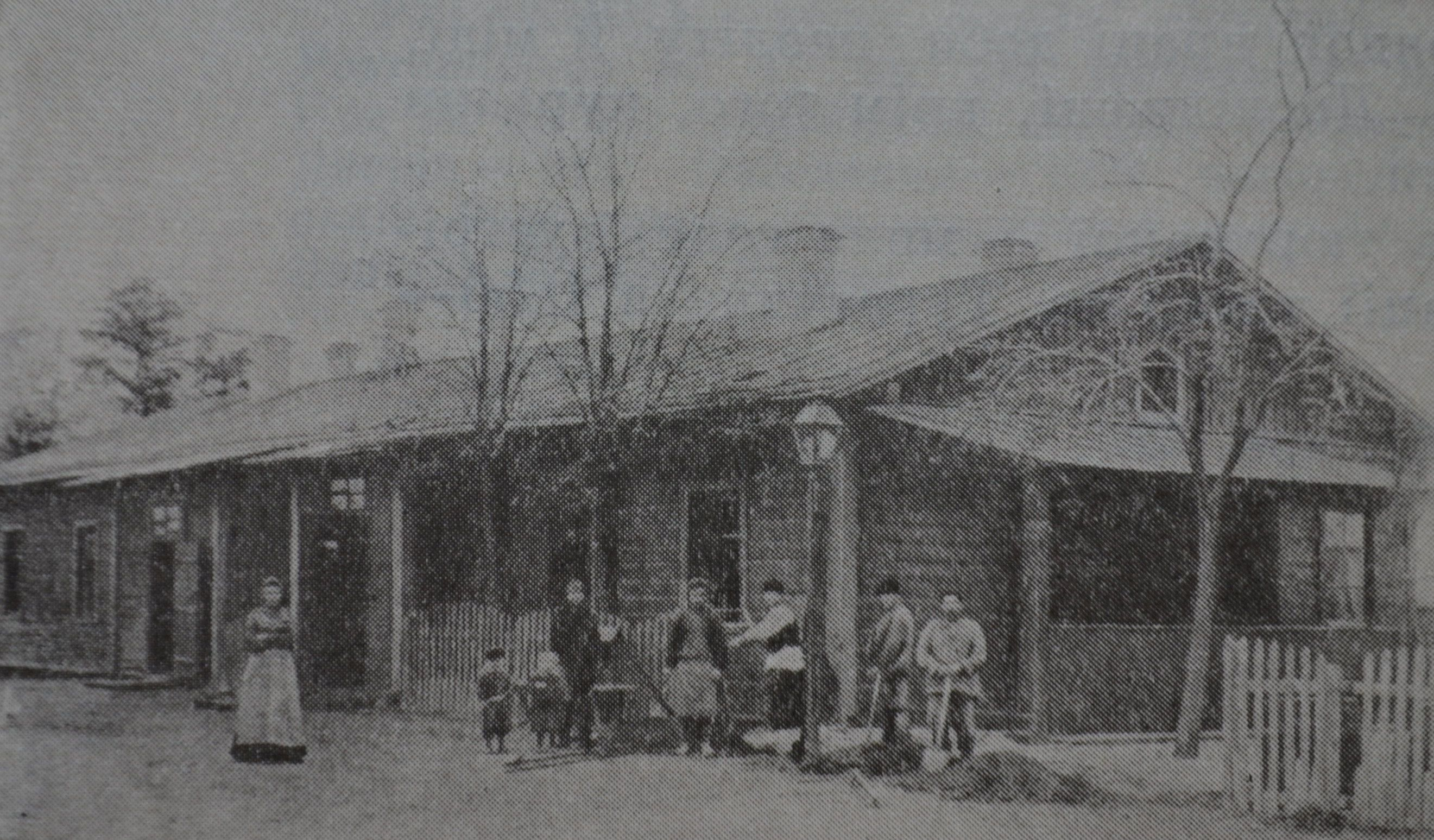
Первое здание Джанкойского вокзала, 1884 год.
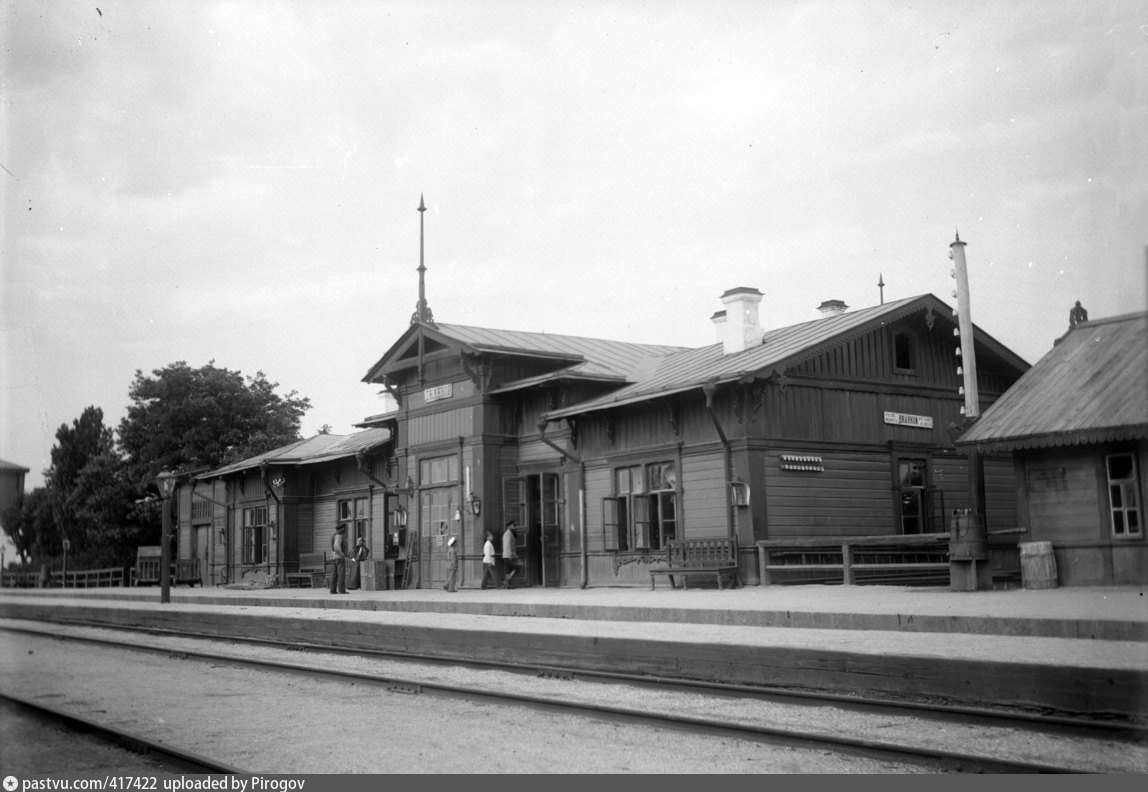
Станция Джанкой, 1897 год. Фото Антон Юлиус Стуксберг
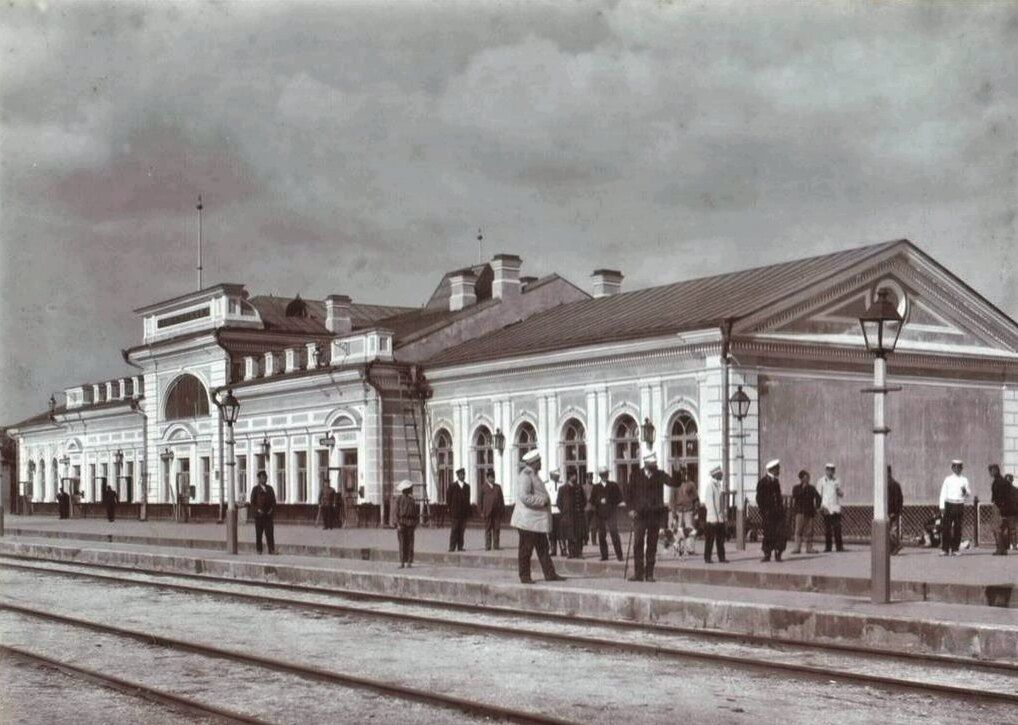
Джанкойский вокзал, 1910 год

В 2006—2007 годах было реконструировано путевое хозяйство, проведён ремонт станционных построек и вокзала, который был разделён на пригородный и основной. Пригородный вокзал был построен с нуля с использованием высоких платформ для остановки электропоездов с использованием турникетной системы. После реконструкции зданий и площади основного вокзала это место стало популярным среди жителей города, прежде всего молодёжи.
На март 2014, года станция Джанкой была одной из трёх, наряду с Севастополем и Симферополем, станций Крымской железной дороги, где использовалась автоматизированная система контроля оплаты проезда в пригородных поездах.
С апреля по декабрь 2014 года на станции осуществлялся пограничный и таможенный досмотр пассажиров и грузов, следовавших с территории Украины и в обратном направлении.

## Коммерческие операции, выполняемые на станции
- Продажа пассажирских билетов; приём и выдача багажа.
- Приём и выдача повагонных отправок грузов на открытых площадках.
- Приём, хранение, отправка и выдача повагонных отправок грузов (крытые склады).

## Пассажирское движение
По состоянию на начало 2020 года, станция принимает и обрабатывает ежедневно не менее 10 пар местных поездов и две пары фирменных поездов дальнего следования № 007А/008С «Таврия» из Санкт-Петербурга (Санкт-Петербург — Севастополь) и двухэтажные составы поезда № 028Ч/028С «Таврия» (Москва — Симферополь) из Москвы.
23 декабря 2019 года возобновлён пассажирский железнодорожный маршрут, связывающий Крым с материковой Россией и пролегающий теперь по Крымскому мосту. Первый поезд из Санкт-Петербурга прибыл в Таврическую губернию в июне 1875 года. Перевозки по маршруту осуществляет частная транспортная компания «Гранд Сервис Экспресс» собственным подвижным составом повышенной комфортности.

### Основные направления
| Страна  | Пункт назначения                                                                           |
| ------- | ------------------------------------------------------------------------------------------ |
| Россия1 | Астрахань, Евпатория, Кисловодск, Москва, Мурманск, Омск, Пермь, Смоленск, Санкт-Петербург |

1 — В связи с распространением коронавирусной инфекции введены ограничения: некоторые поезда, следующие до станции Симферополь, могут быть временно отменены до особого указания..

### Перевозчики и расписание
| Перевозчик                              | Дистанция                               | Расписание            |
| --------------------------------------- | --------------------------------------- | --------------------- |
| АО ТК «Гранд Сервис Экспресс»           | Дальнее следование                      | Гранд Сервис Экспресс |
| Южная пригородная пассажирская компания | Межрегиональное и пригородное сообщение | ЮППК                  |

## Галерея

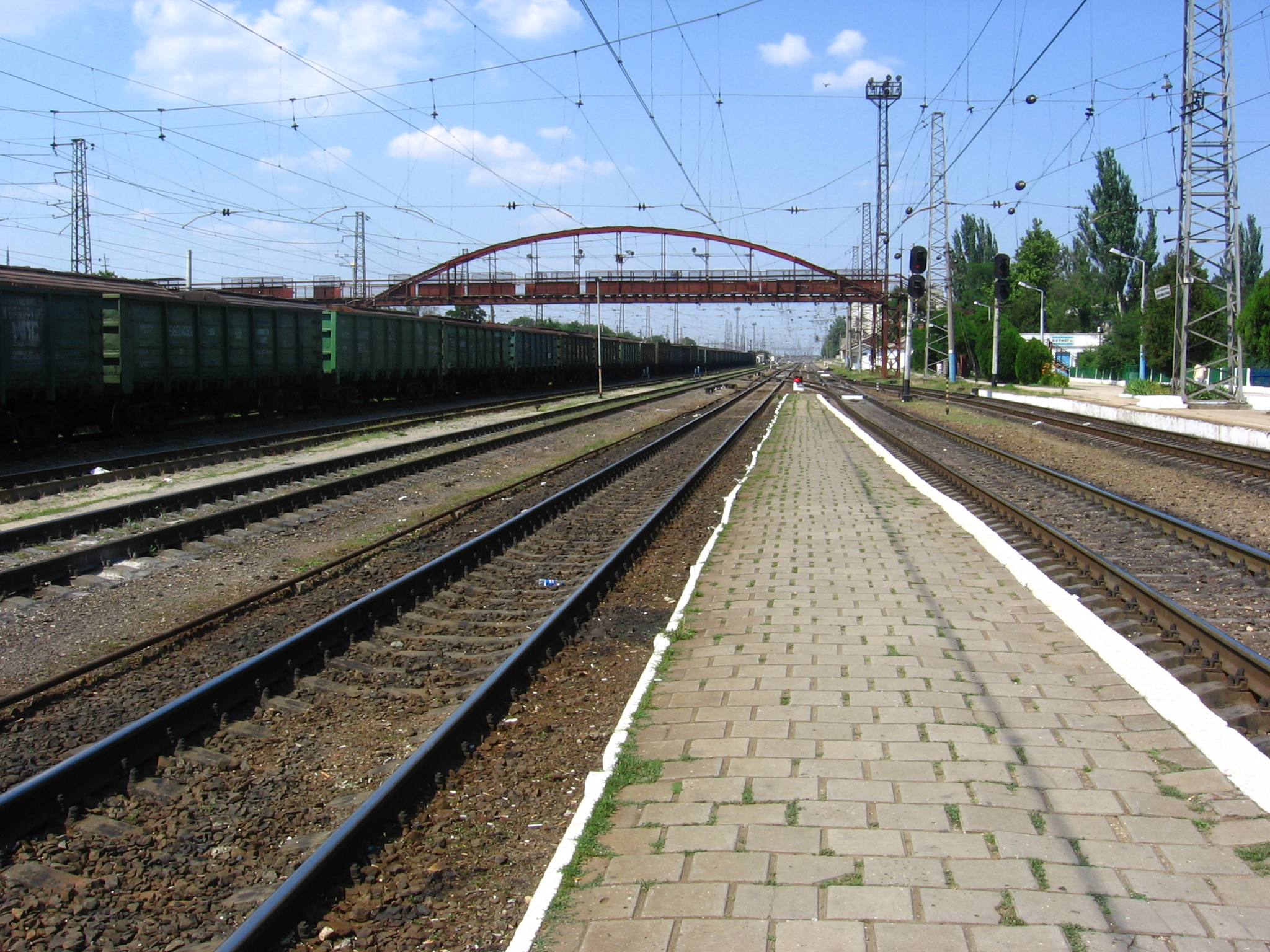
Вид на пассажирские платформы
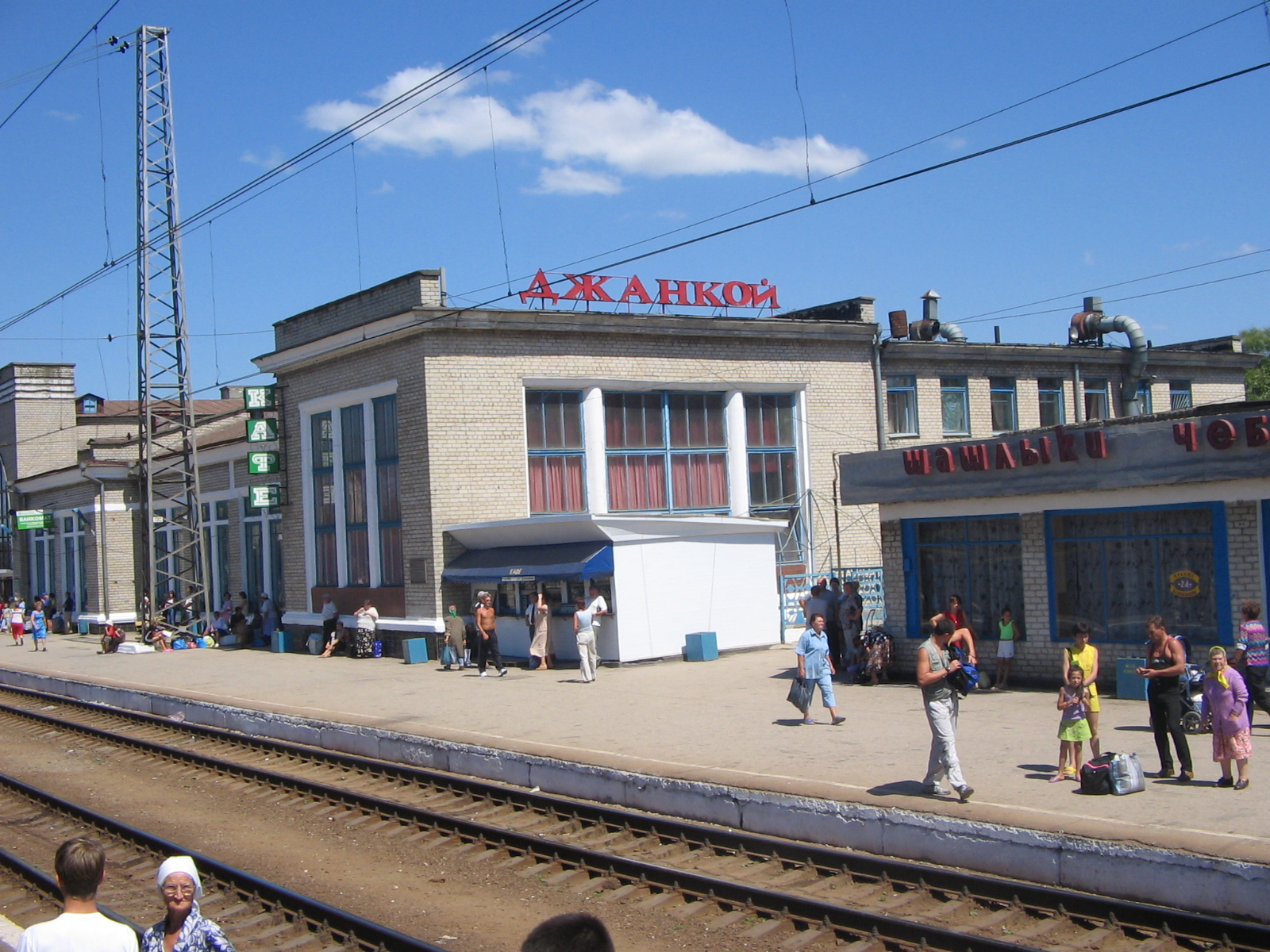
Здание вокзала со стороны путей
Кассы вокзала
Пригородный вокзал